# Veredicto
Veredicto es la denominación, utilizada en el derecho procesal, para designar la decisión que toma un jurado, aunque en ocasiones se flexibiliza su uso para abarcar todo tipo de decisiones populares que se formen por mayoría.
El veredicto puede tener diferentes contenidos, en función del sistema jurídico concreto, pero lo más habitual, es que un jurado popular decida en cuanto a los hechos de un caso concreto, decidiendo si se han o no probado las alegaciones de las partes. 
El siguiente paso es que el juez dicte sentencia, en la cual incluya esos hechos probados, los califique o tipifique dentro del derecho y lleve a una conclusión de obligado cumplimiento. Por ejemplo, en derecho penal, es habitual que el veredicto se limite a culpable, no culpable o inocente, y sea el juez quien decida, si es culpable, la pena que se le debe imponer.
Sin embargo, en algunos Estados, y específicamente en casos civiles el veredicto incluye aspectos tan técnicos como la calificación jurídica y la indemnización que se debe imponer.

## Decisión de un órgano colegiado
El veredicto es una decisión de un órgano colegiado, que debe emitir una única decisión final. Por lo tanto, la ley que regule el funcionamiento del jurado debe igualmente delimitar la forma de tomar una decisión y emitir un veredicto. Existen muchas opciones:
- Mayoría simple
- Unanimidad
- Mayoría cualificada

En el caso de un jurado no existe la posibilidad de emitir un voto particular, como ocurre en un tribunal.